# Городская усадьба Казаринова — Вишнякова
Городская усадьба Казаринова — Вишнякова — достопримечательность в Москве. Объект культурного наследия регионального значения.

## История
Основное здание сооружено в 1817 году по заказу полковника Я. А. Казаринова. В середине XIX века и в 1877 году усадьба перестроена.
В 1903 году сделаны пристройки по проекту архитектора Михаила Андреевича Фелькнера. Сергей Иванович Танеев, композитор, жил в одной из них, в одноэтажном флигеле с резными наличниками, с 1904 года до 1915 года, о чём свидетельствует мемориальная табличка. Танеев жил скромно. Гости отзывались:
Все отзывалось стариной: низкие потолки, незатейливая громоздкая старенькая мебель, высокая конторка с сильно потертым красным сукном, служившая вместо письменного стола, старенький рояль, фисгармония, простой обеденный стол, книги и ноты без конца - на полках, на столе, на окнах.
В начале XXI века усадьба принадлежит частному лицу и огорожена забором, скрывающим основное здание — особняк. На данный момент, 2015 год, флигель занимает скульптурная мастерская Московского отделения Художественного фонда России. В XXI веке здание флигеля перештукатурено, фасад стал неузнаваем.

## Известные гости
Во флигеле Танеева гостили известные люди: учёный Климент Тимирязев, композитор и дирижёр Николай Римский-Корсаков, музыкальный критик и историк Владимир Стасов, композитор Александр Глазунов, художник Аполлинарий Васнецов, ученый-физик Александр Столетов и поэт Андрей Белый. Его ученики: Александр Скрябин, Сергей Рахманинов, Рейнгольд Глиэр и Сергей Василенко.
В основном люди собирались по вторникам, их называли «музыкальные», так как в это время играли новые произведения композитора. Однажды, на одном из них, Танеев заключил спор и выиграл его, написав за 30 минут романс «Когда, кружась, осенние листы».